# Tuzaguet
Tuzaguet (okzitanisch: Tusaguèth) ist eine französische Gemeinde mit 425 Einwohnern (Stand: 1. Januar 2022) im Département Hautes-Pyrénées in der Region Okzitanien; sie gehört zum Arrondissement Bagnères-de-Bigorre und zum Gemeindeverband Neste Barousse. Die Einwohner werden Tuzaguetois/Tuzaguetoises genannt.

## Geografie
Die Gemeinde Tuzaguet liegt rund 34 Kilometer südöstlich der Stadt Tarbes im Osten des Départements Hautes-Pyrénées. Die Gemeinde besteht aus dem Dorf Tuzaguet sowie zahlreichen Streusiedlungen. Tuzaguet liegt zwischen der Neste und dem Plateau von Lannemezan, etwa sieben Kilometer südöstlich von Lannemezan. Nachbargemeinden von Tuzaguet sind Cantaous im Norden, Anères im Osten, Bizous im Süden, Montoussé im Südwesten sowie Escala im Westen.

## Geschichte
Ein Ort Tusagued tauchte erstmals indirekt mit einem Mann namens Guillelmus Garsia de Tusagued um das Jahr 1140 in Urkunden aus Bonnefont auf. Im Mittelalter lag der Ort innerhalb der Region Nébouzan, die ein Teil der Provinz Gascogne war. Die Gemeinde gehörte von 1793 bis 1801 zum District La Barthe. Zudem lag Tuzaguet von 1793 bis 2015 im Kanton Saint-Laurent-de-Neste. Die Gemeinde ist seit 1801 dem Arrondissement Bagnères-de-Bigorre zugeteilt. Im Jahr 1957 spaltete sich ein Teil der bisherigen Gemeinde ab und wurde zur Gemeinde Cantaous.

### Bevölkerungsentwicklung
| Jahr      | 1962 | 1968 | 1975 | 1982 | 1990 | 1999 | 2006 | 2014 | 2022 |
| Einwohner | 460  | 471  | 426  | 444  | 433  | 408  | 448  | 456  | 425  |

Im Jahr 1886 wurde mit 1682 Bewohnern die bisher höchste Einwohnerzahl ermittelt. Die Zahlen basieren auf den Daten von cassini.ehess und INSEE.

## Sehenswürdigkeiten
- Kirche Notre-Dame-de-l'Assomption (Mariä Himmelfahrt)
- Kapelle Saint-Roch
- Lavoir (Waschhaus)
- Dorfbrunnen
- Denkmal für die Gefallenen
- zahlreiche Wegkreuze

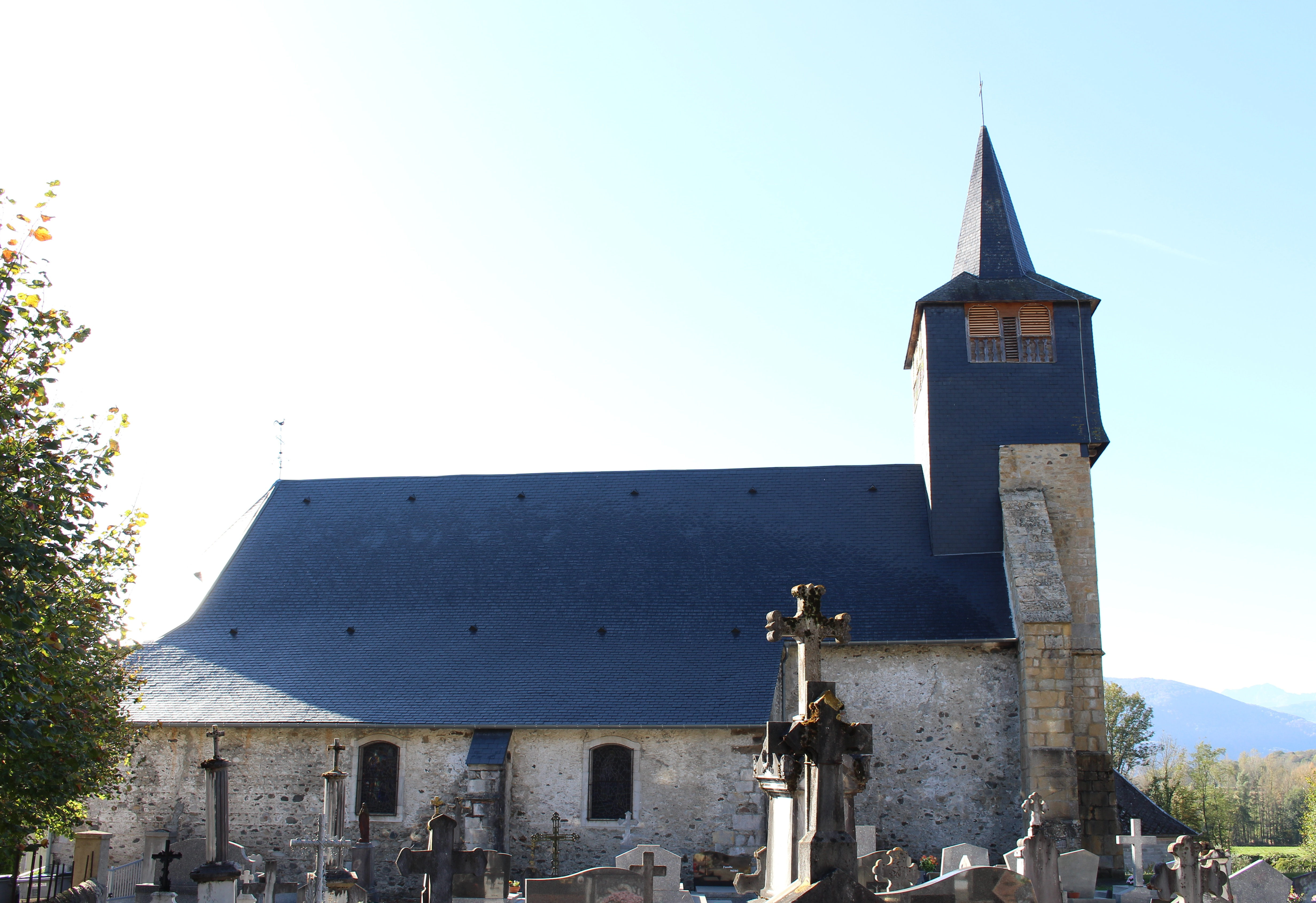
Dorfkirche Notre-Dame de l’Assomption (Mariä Himmelfahrt)
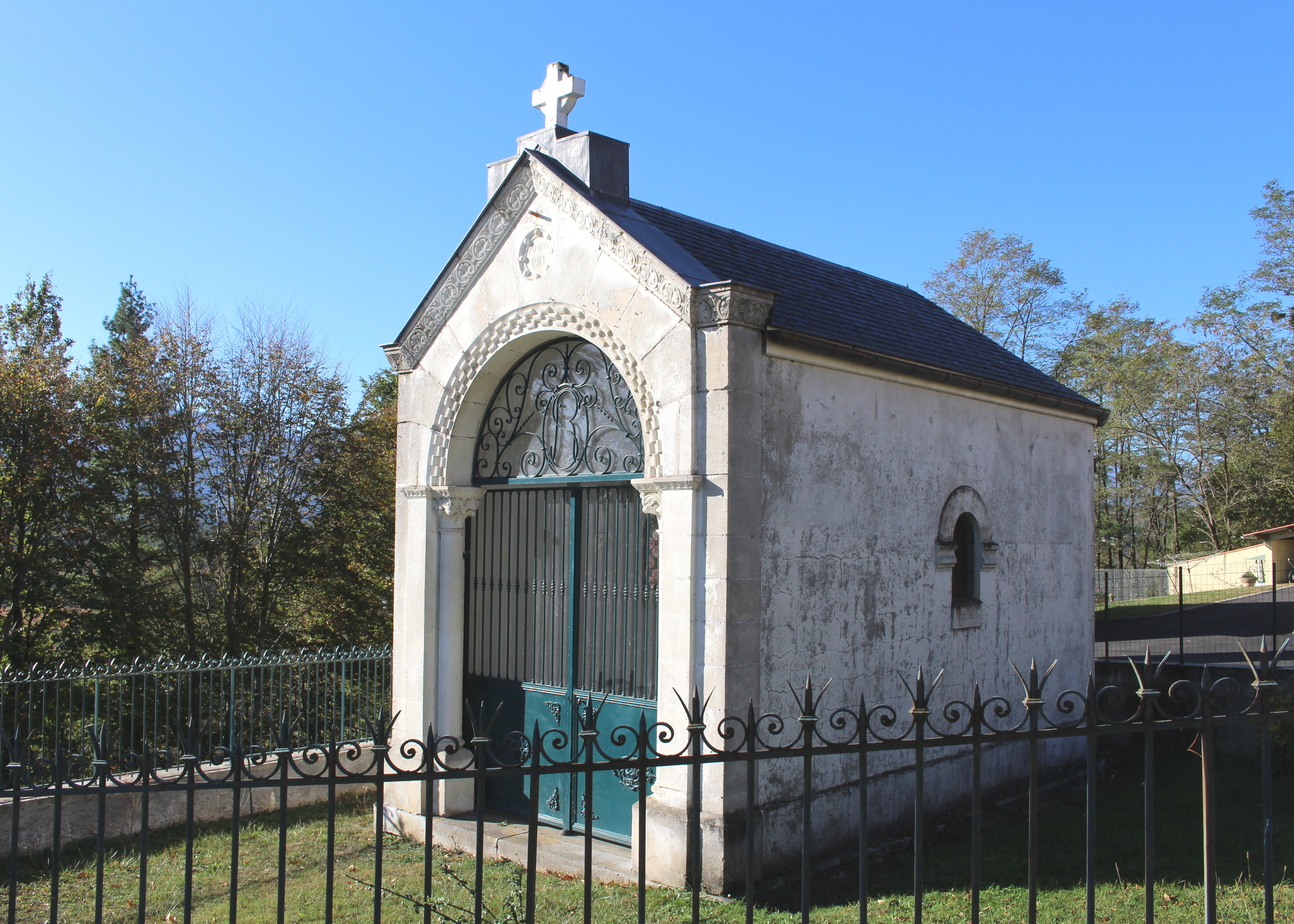
Kapelle Saint-Roch
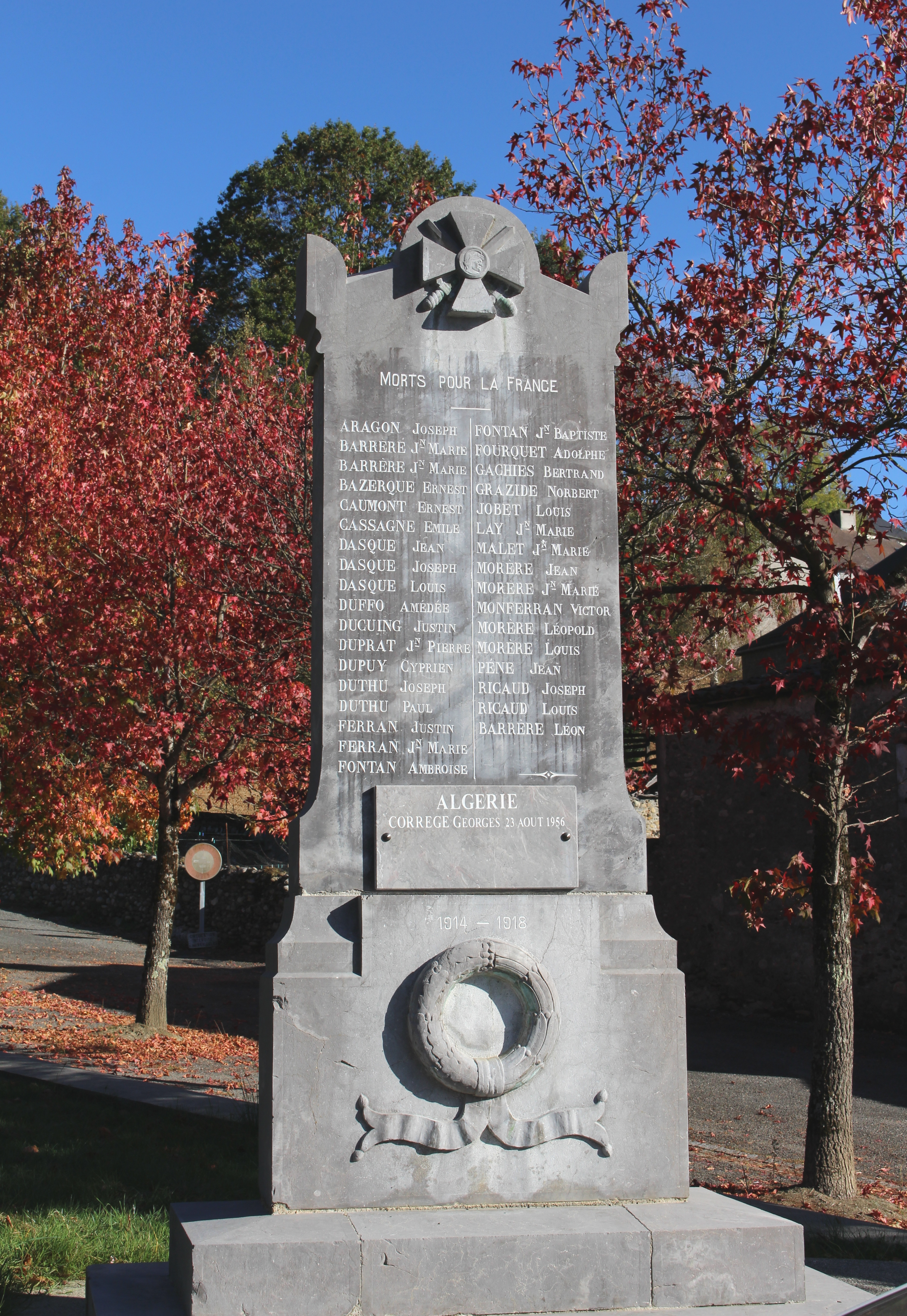
Denkmal für die Gefallenen

## Wirtschaft und Infrastruktur
In der Gemeinde sind 19 Landwirtschaftsbetriebe ansässig (Getreideanbau, Milchwirtschaft, Zucht von Pferden, Rindern, Schafen und Ziegen).
Durch die Gemeinde Tuzaguat führt die Fernstraße D 938 von Capvern nach Montréjeau. In der nahen Stadt Lannemezan besteht ein Anschluss an die Autoroute A 64 von Bayonne nach Toulouse. Der sieben Kilometer von Tuzaguet entfernte Bahnhof Lannemezan liegt an der Bahnstrecke Toulouse–Bayonne.

## Belege
1. ↑  Tuzaguet auf cassini.ehess
2. ↑  Tuzaguet auf INSEE
3. ↑  Landwirtschaftsbetriebe auf annuaire-mairie.fr (französisch)